# Automobile Club de France

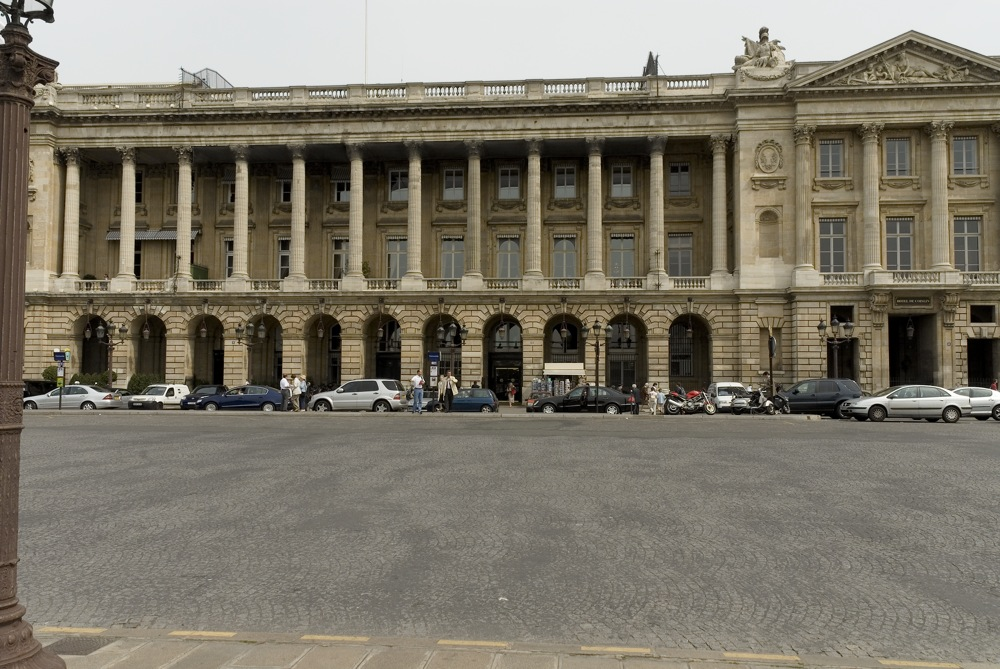
ACF-Clubhaus in Paris

Der Automobile Club de France (ACF) ist ein privater Club von Automobilenthusiasten, der am 12. November 1895 von Comte Albert de Dion (1856–1946), dem Baron Étienne van Zuylen van Nyevelt (1860–1934) und dem Journalisten Paul Meyan gegründet wurde. Damit ist der ACF der älteste Automobilclub der Welt. Der ACF übernahm die Organisation von Automobilsportveranstaltungen, wobei er Veranstalter wie die Zeitung Le Petit Journal ablöste.
1898 richtete der ACF erstmals den Pariser Automobilsalon aus. Er nimmt bis heute keine Frauen auf.

## Das erste Motorsportreglement der Welt
Bereits 1897 war erstmals eine technische Kommission für den Motorsport eingerichtet worden, deren Leiter 1903 der bis dahin aktive Rennfahrer Chevalier René de Knyff wurde.
Einer der Auslöser zur Gründung des ACF war die Relegation Albert de Dions an der Wettfahrt Paris–Rouen 1894 gewesen. In den folgenden Jahren setzte eine rasante Entwicklung ein, in der immer stärkere Fahrzeuge die Gefahren des Motorsports stark erhöhte. Der ACF setzte daher 1901 erstmals Regeln durch, die als das erste Motorsportreglement der Welt gelten dürfen. Eine zentrale Neuerung war die Einteilung in Kategorien, die an allen vom ACF gestützten Veranstaltungen zu gelten hatten. Die daraus folgende Gewichtslimitierung sollte zunächst helfen, die immense Zahl von Reifendefekten infolge Überlastung zu verringern. Das Problem war besonders am Rennen Paris-Wien 1901 aufgetreten.
Die nun allgemein gültige Einteilung sah folgende Klassen vor:
- Motorzweiräder unter 50 kg
- Motordreiräder („Tricyles“) von 50 bis 250 kg
- Voiturettes von 250 bis 400 kg
- leichte Wagen von 400 bis 650 kg
- schwere Wagen von 650 bis 1000 kg

Ferner wurden nächtliche Arbeiten im Fahrerlager untersagt. Insgesamt hatten die Neuerungen einen positiven Einfluss sowohl auf den Motorsport wie auch auf die Automobilindustrie, die katastrophalen Unfälle am Rennen Paris–Madrid 1903 konnten indes auch sie nicht verhindern.

## Internationalisierung
Im Jahr 1904 gründete der ACF zusammen mit Clubs aus 6 weiteren Nationen die Association Internationale des Automobiles Clubs Reconnus, die heutige Fédération Internationale de l’Automobile (F.I.A.). Der Automobilclub organisierte eine Vielzahl von Autorennen und veranstaltete im Jahr 1906 den ersten Grand Prix überhaupt, den Grand Prix de l’Automobile Club de France.
Der Club residiert seit 1898 am Place de la Concorde 6 in Paris auf über 10.000 m² im Hôtel du Plessis-Bellière und dem benachbarten Hôtel Cartier, die beide zwischen dem Hôtel de Crillon und dem Hotel de Coislin liegen.
Den Clubmitgliedern stehen dort Lounges, ein Swimmingpool, ein Fitnessstudio, eine Bibliothek mit mehr als 45.000 Bänden, ein Kino, Bars und Speiseräume zur Verfügung. Als Sport werden Yoga, Squash, Schießen, Billard und Fechten angeboten. Zur Verfügung steht auch ein Friseursalon und ein Reisebüro.
Die Mitglieder treffen jeweils an einem Mittwoch im Monat im Clubhaus.

## Präsidenten
- 1895–1922: Étienne van Zuylen van Nyevelt
- 1922–1928: Robert de Vogüé
- 1928–1948: Jehan de Rohan
- 1948–1971: Hadelin de Liedekerke Beaufort
- 1971–1977: Jean Richard-Deshais
- 1977–1989: Jean Panhard
- 1989–1998: Philippe Clément
- 1998–2006: Marquis de Flers
- 2006–2012: Marquis du Rouret
- 2012–2018: Robert Panhard
- seit 2018: Louis Desanges

## Direktor
Paul Meyan wurde 1895 der erste Generaldirektor des ACF.